# ニューヨーク市消防局
ニューヨーク市消防局（ニューヨークししょうぼうきょく、New York City Fire Department または Fire Department of the City of New York, 略称：FDNY）は、アメリカ合衆国ニューヨーク州のニューヨーク市が設置する市消防機関である。日本語ではニューヨーク市消防庁と訳されることもある。本部はブルックリン区の9メトロテックセンター内。

## 概要
ニューヨーク市の5つの行政区内の住民に救急医療を提供し、そして火災による危険とそれに伴う市民の生命及び財産の保護を任務とする機関である。また、伝染病等の生物学的な危険に対する一時的な措置及び危険を及ぼす可能性のある化学物質そして放射性物質等の除去も行っている。
ニューヨーク市消防局は約11,400名の消防士及びスタッフを抱えており、市消防としては全米最大で、自治体の消防としては日本の東京消防庁に次いで世界第二位の規模である。ニューヨーク市は都市単体人口及び都市圏人口が全米最大であり、またアメリカではかなり古い歴史を持つ都市だけに、ニューヨーク市消防局が対応する範囲は非常に広い。一般の木造住宅や築数十年のアパート、戦前から戦後に建てられた数多の超高層ビル、多くのトンネルと橋、広大な公園と森林地帯、世界でも有数の規模を誇るニューヨークの地下鉄網など様々な場面での対処を要求される。
2001年の世界貿易センタービル（WTC)の同時多発テロでも活動しており、消防士343人が殉職している。

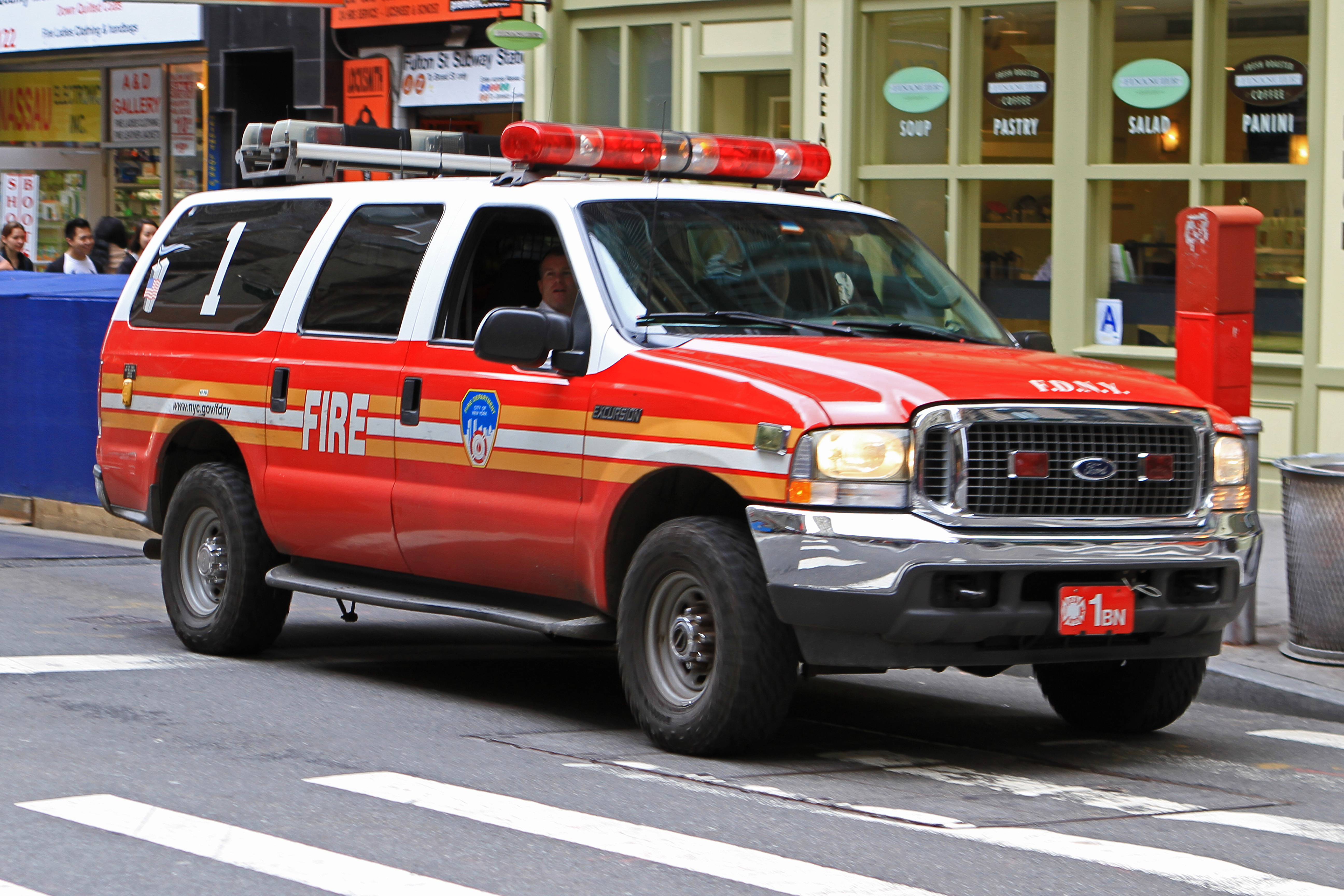
Battalion 1の指揮車
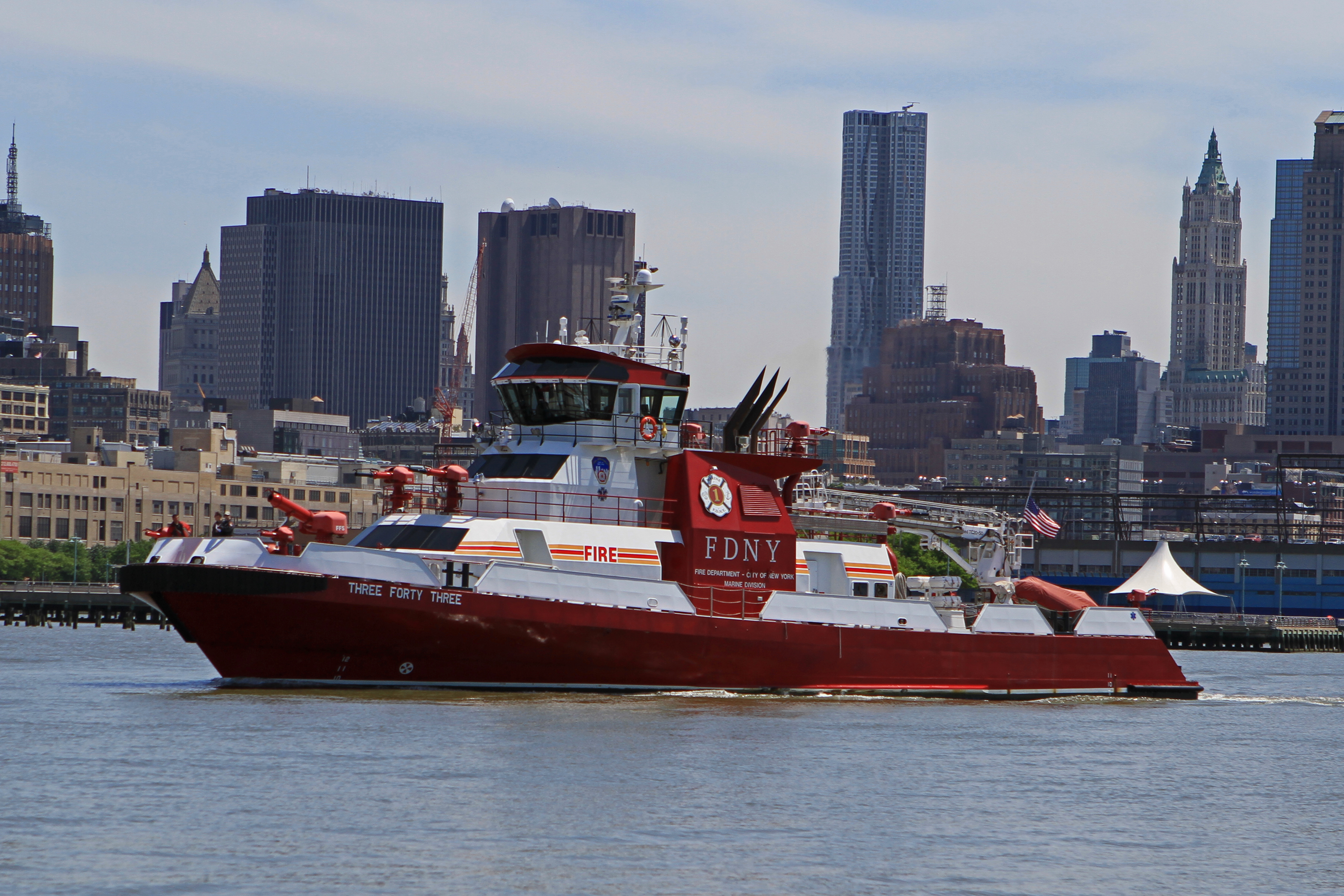
消防艇
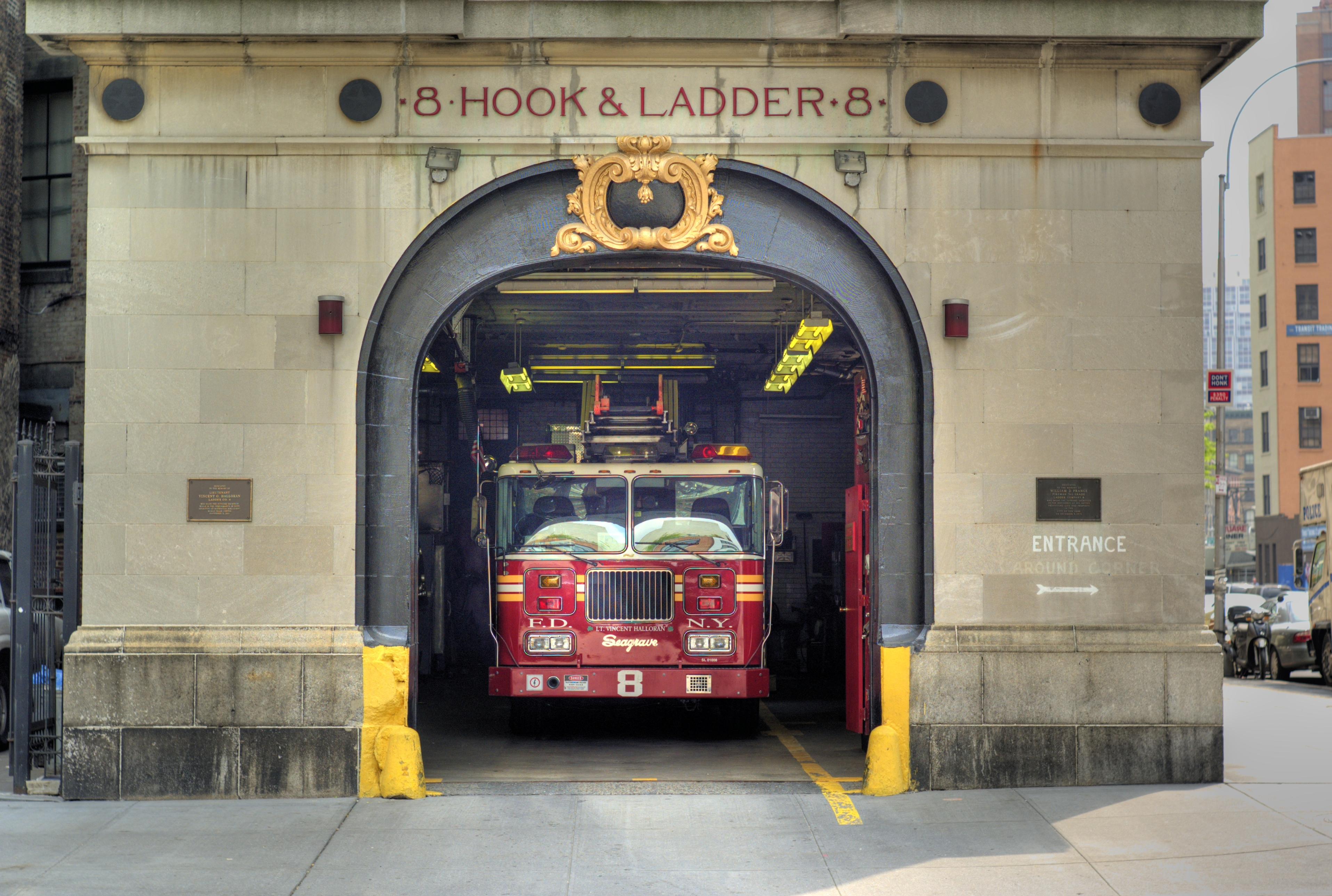
消防署
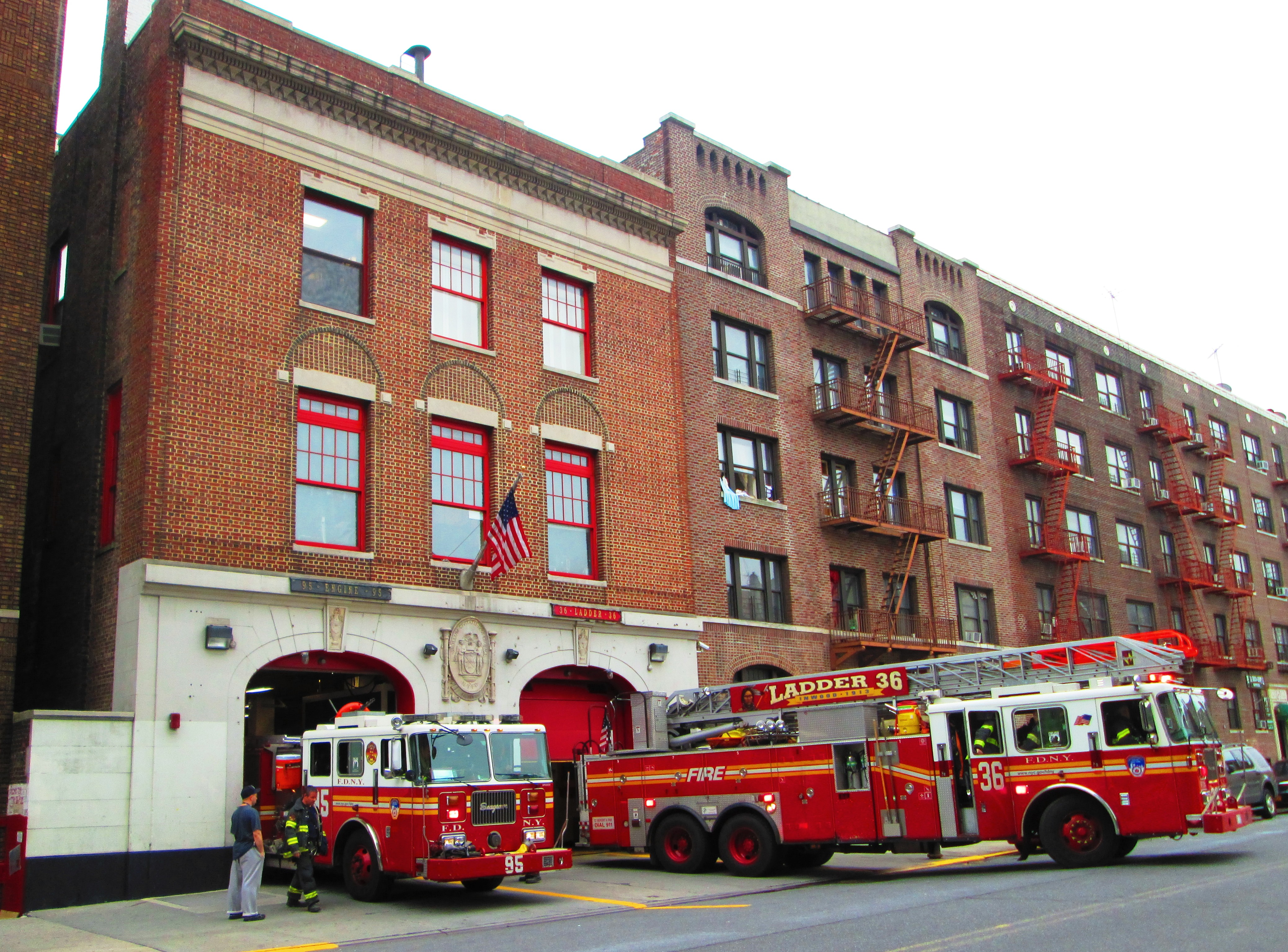
消防署
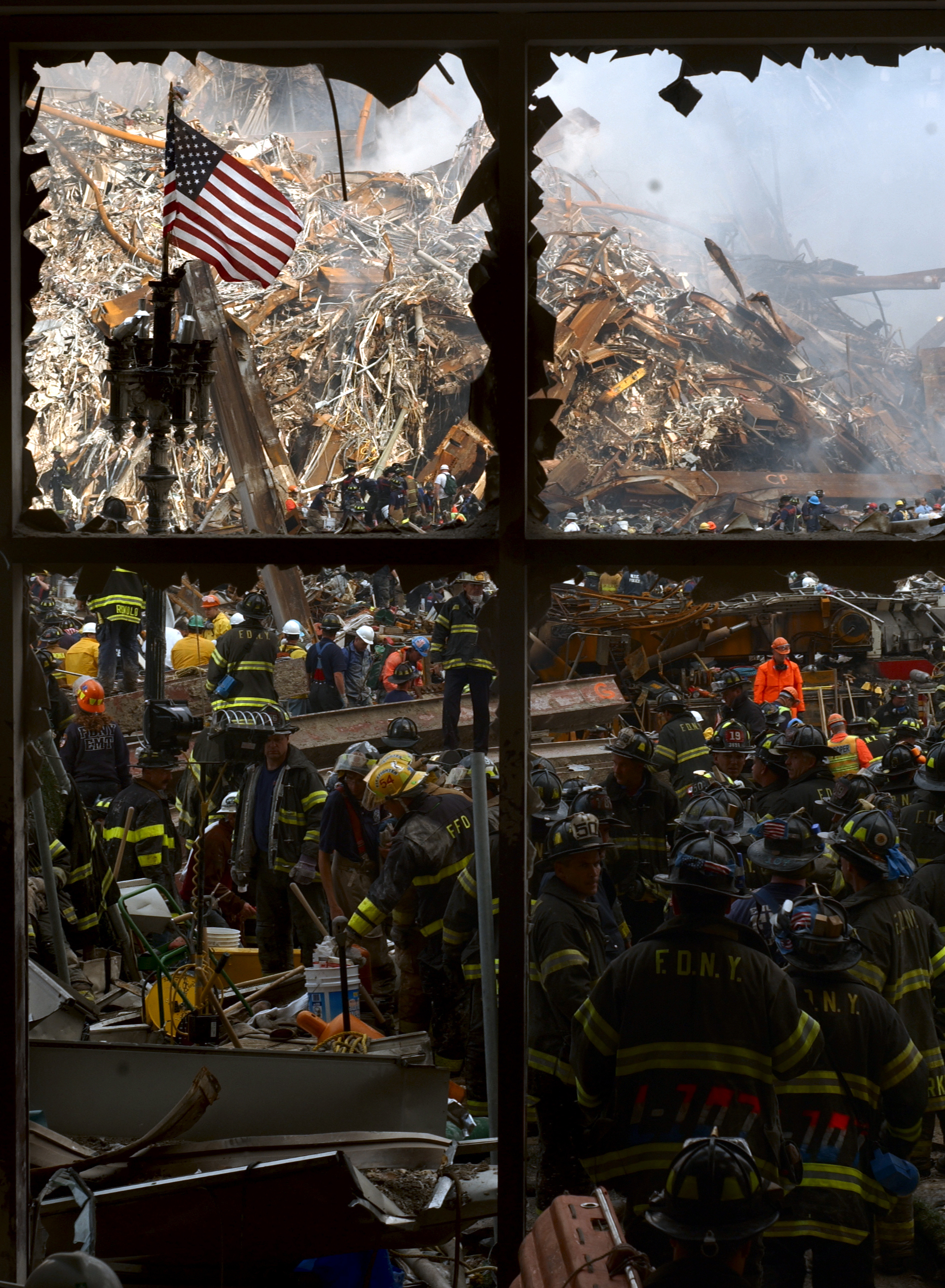
アメリカ同時多発テロ事件 世界貿易センタービル（WTC）で活動する消防隊員
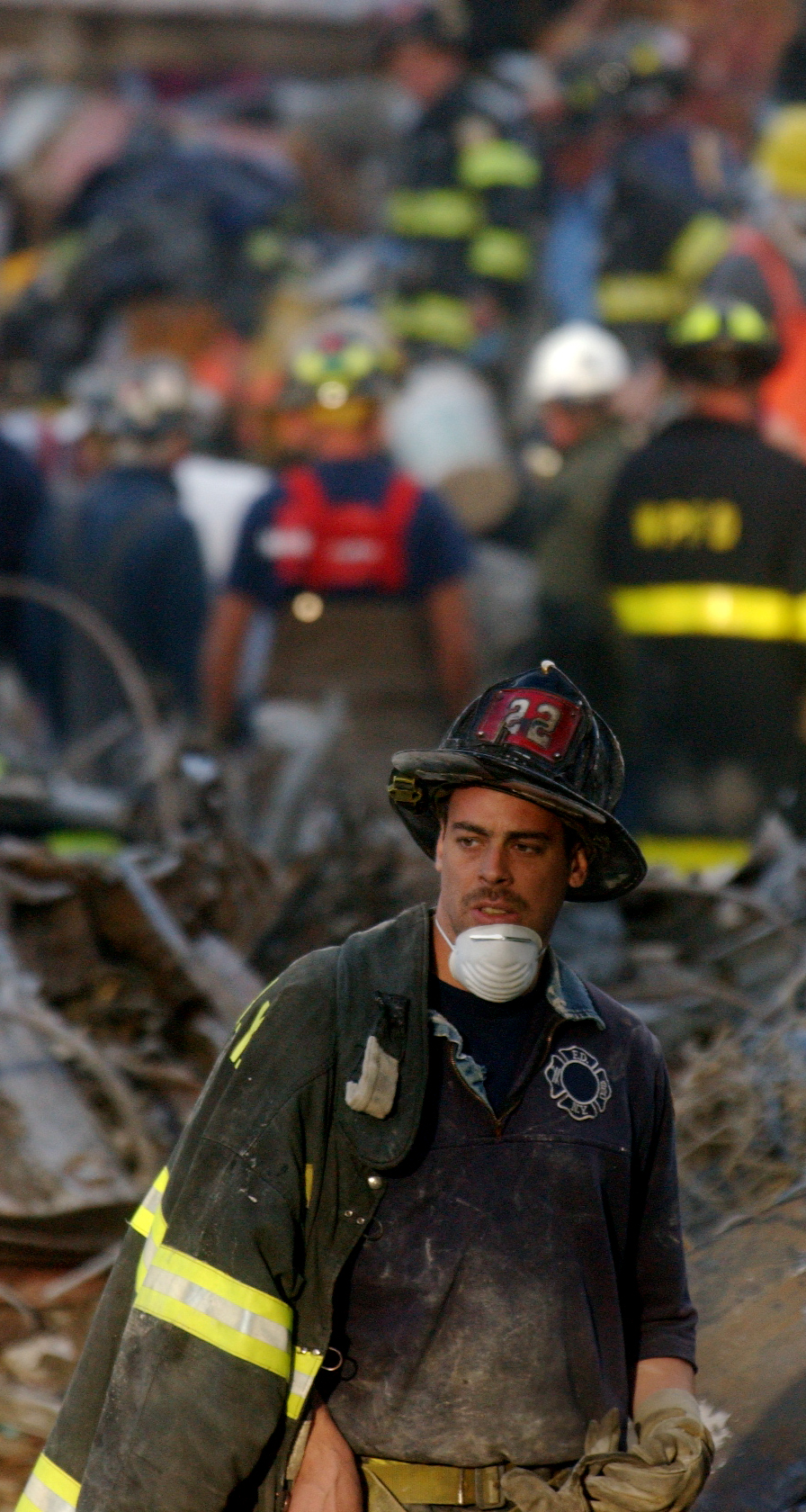
WTCで活動する消防隊員
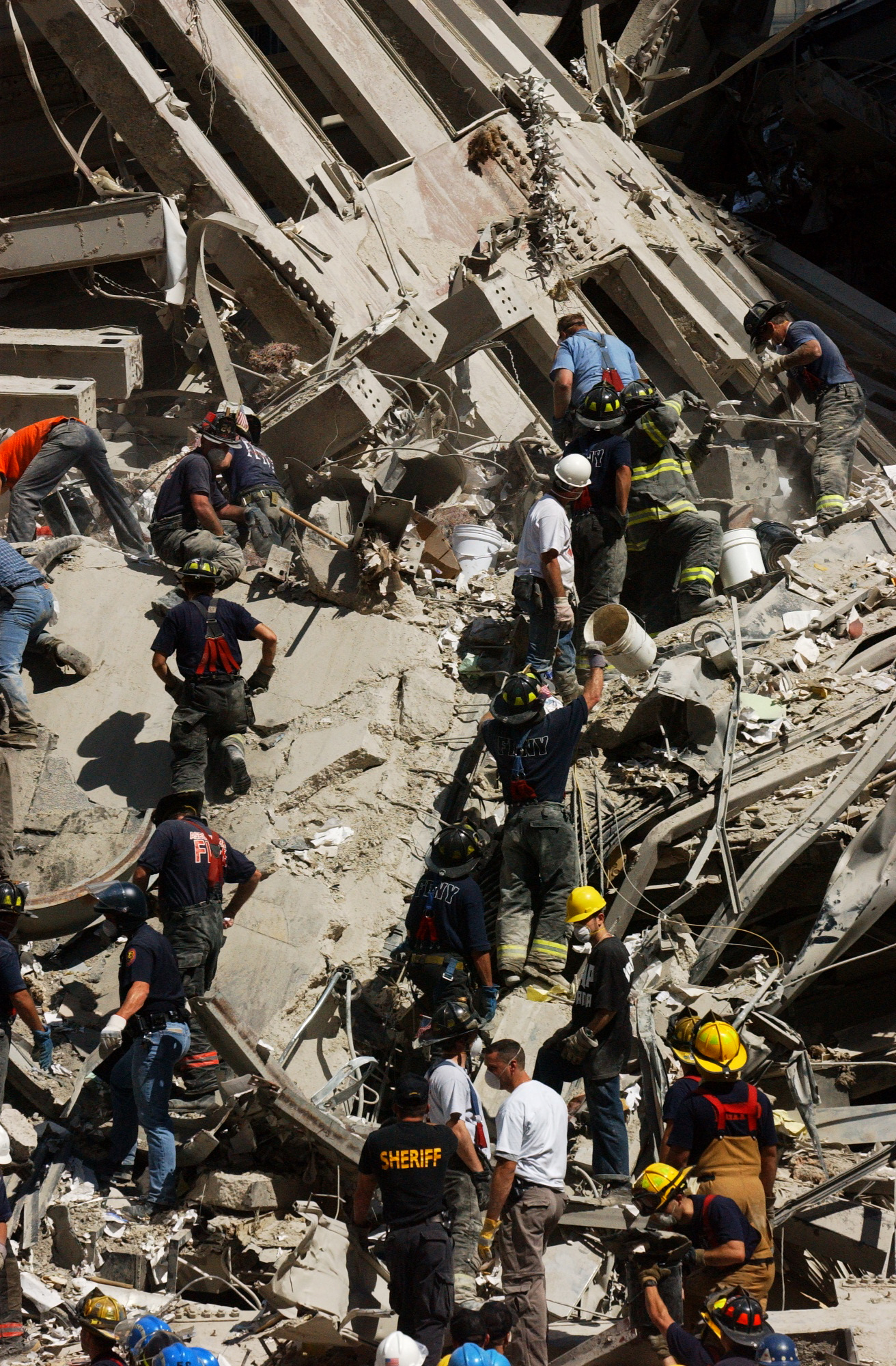
WTCで活動する消防隊員

## 組織[2]

### 消防局長 (Fire Comissioner)
消防全体のマネジメントを統括する役職、背広組のトップ。ニューヨーク市警察における警察委員長（Police Comissioner）に相当する。火災調査やテロ対策などの責任者は、消防局長に直属する。

#### 第1副消防局長（First Deputy Comissioner）
消防局長の次席で、消防政策立案など幾つかの責任者を纏める。

#### 副消防局長・副消防局長補佐（Deputy Comissioner、Assistant Comissioner）
消防局長の下で消防施策をマネジメントする消防委員。広報、管理、財務、技術などの各担当を持つ。

### 消防総監 (Chief of Department)
消防隊や救急隊など、消防の実働部隊を束ねる。制服組の直接のトップとなる役職。

#### 通信部 (Communications)
消防全体の通信を担う部。管区通信、救急指令、消防指令、総合指令室などが属する。

#### 警防課 (Fire Operation)
実際に消火活動を行う部隊。マンハッタン、スタテンアイランド、ブルックリン、ブロンクス、クィーンズの5管区と特殊作業部(SOC)を置く。
ポンプ隊(Engine Company)
ポンプ隊は消火栓からの水利を確保し、消火を主な任務としている。応急処置用の資機材や梯子を積載している。ニューヨーク市消防局には197のポンプ隊が配備されている。
はしご隊(Ladder Company)
はしご隊は火災現場での建物内侵入、要救助者の捜索・換気及びはしご車の梯体の操作を任務としている。はしご隊には3種類のはしご車があり、一般的な30mのはしご車とバスケット付の23mから29mのはしごを装備する車両(タワーラダーと呼ばれる)及びトレーラーで牽引する30mのはしごを装備した車両を使用している。はしご車には火災現場での捜索及び救助に使用する器具や可搬式ブロアー及び油圧救助器具が積載されていて油圧救助器具は交通事故などの救助活動に使用される。ニューヨーク市消防局には143のはしご隊が配備されている。

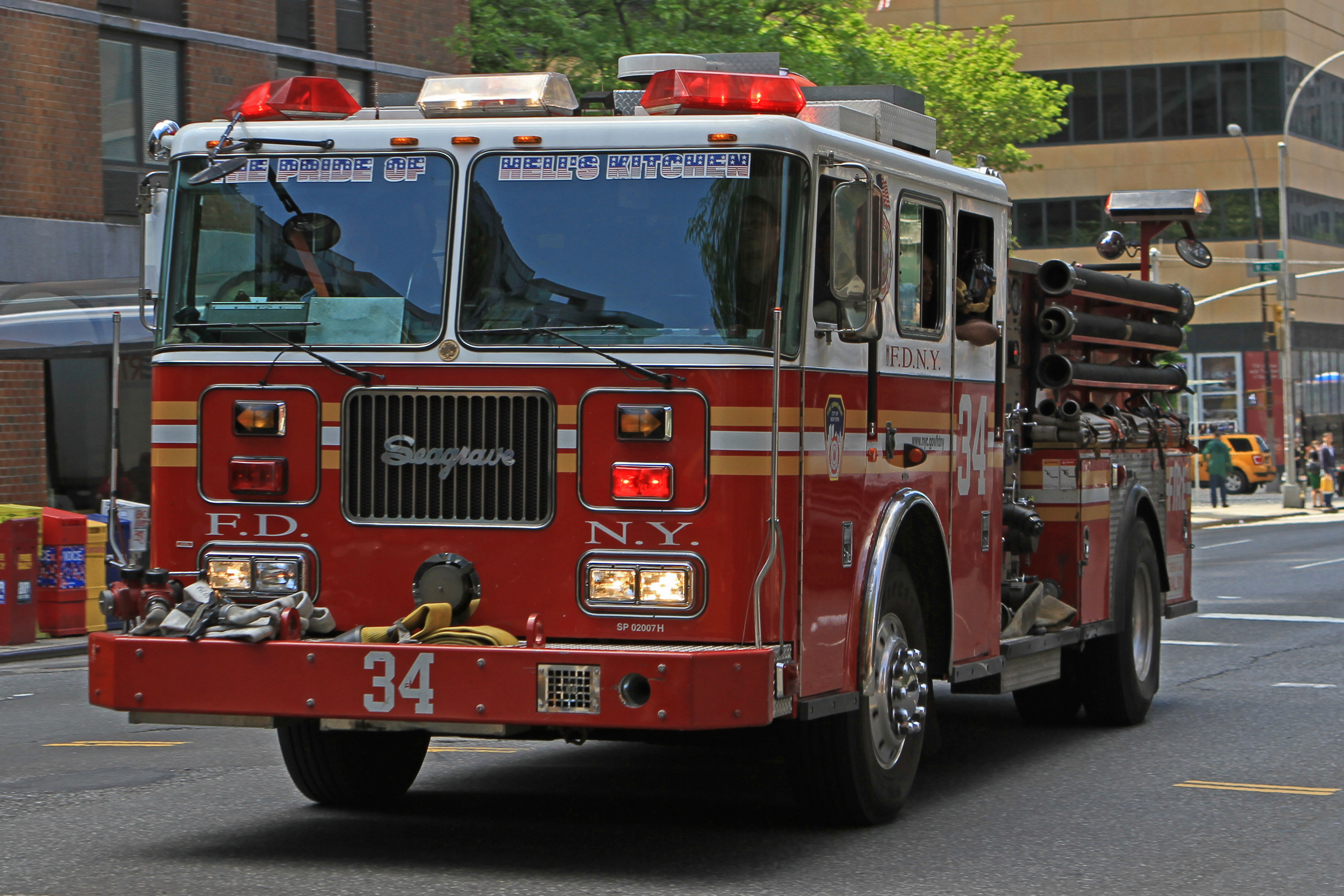
第34ポンプ隊の消防ポンプ車
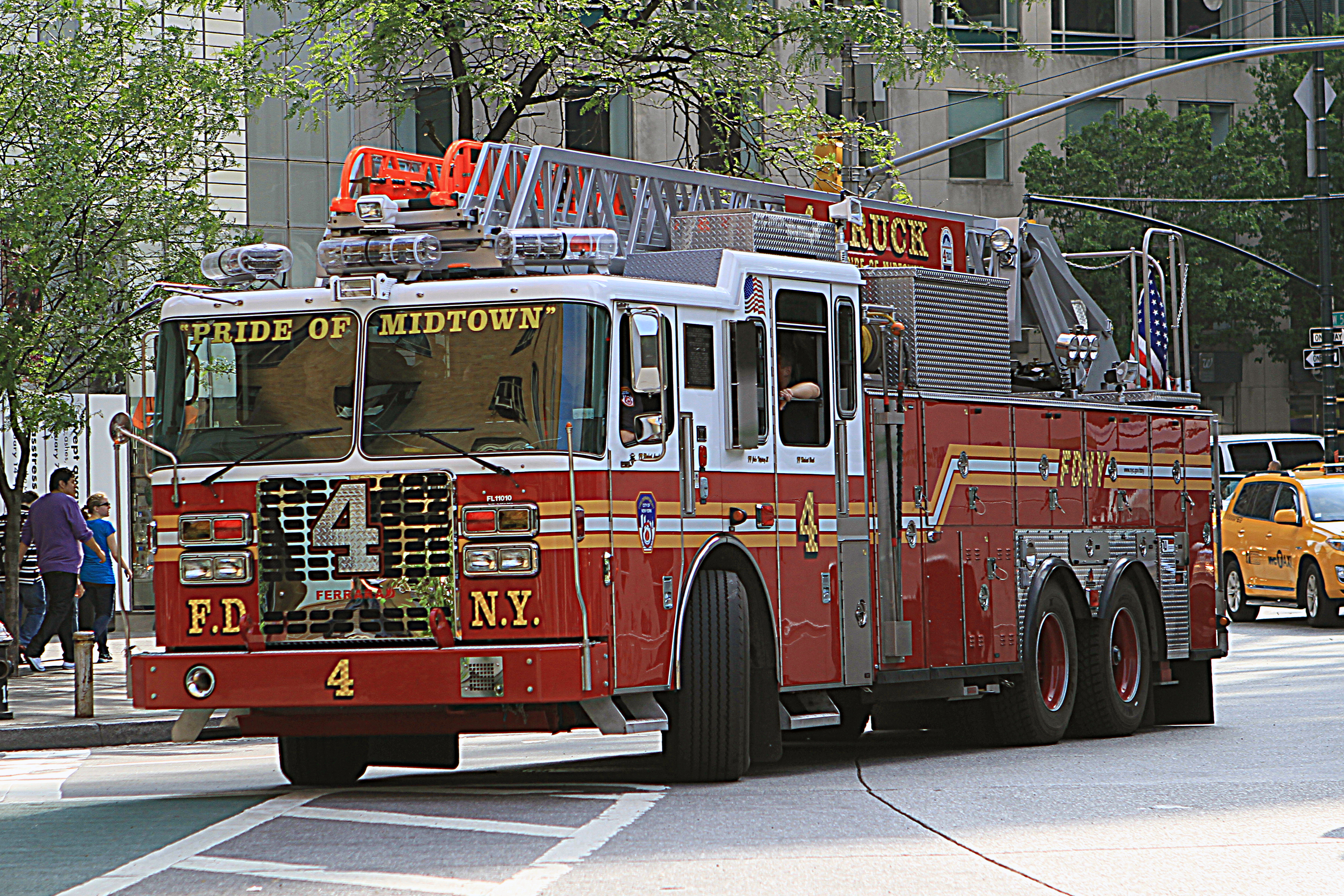
第4はしご隊のはしご車

##### 管区と隷下方面隊
- マンハッタン管区：第1方面隊、第3方面隊
- ブルックリン管区：第11方面隊、第15方面隊
- ブロンクス管区：第5方面隊、第6方面隊
- クィーンズ管区：第13方面隊、第14方面隊
- スタテンアイランド管区：第8方面隊

##### 特殊作業部 (Special Operations Command：SOC)
レスキュー隊や危険物処理班（NBC部隊）などから編成され大規模災害や特殊災害時に活動する専門チーム。

###### 救助隊 (Rescue Company)
SOC隷下の救助隊。
1915年に地下事故を教訓とし1～5管区にRescue Companyが設置された。人命救助に必要な救助資機材を有し交通事故や水難救助など救助活動にあたるレスキュー隊である。ポンプ隊やはしご隊では対応困難な高度な救助活動を行うことができる。隊員の多くはアメリカ合衆国連邦緊急事態管理庁(FEMA)の都市検索救助システムの都市検索救助部隊：US&R(USAR、Urban Search and Rescue) のメンバーであり国外の災害にも出動する。

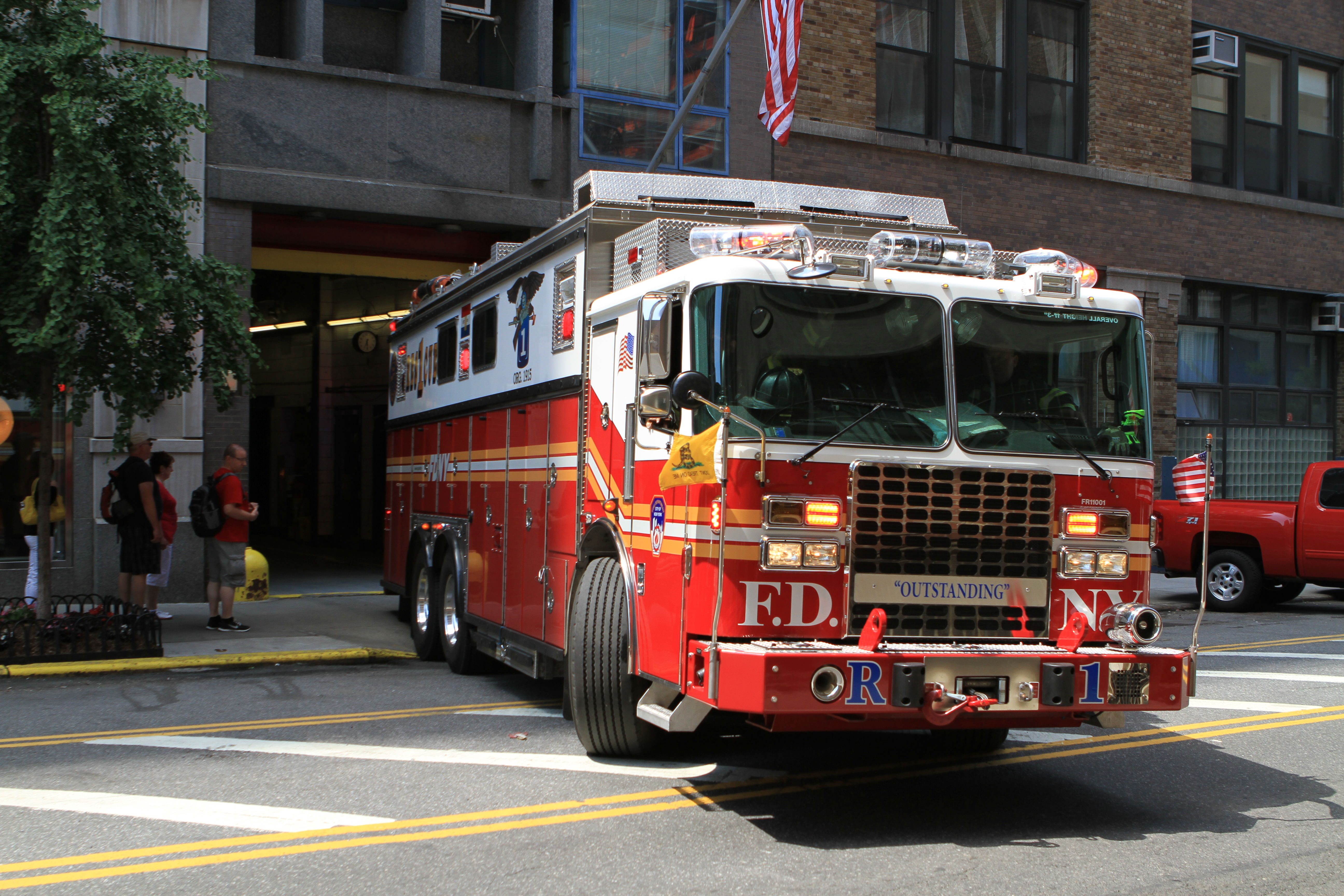
第1救助隊の救助車
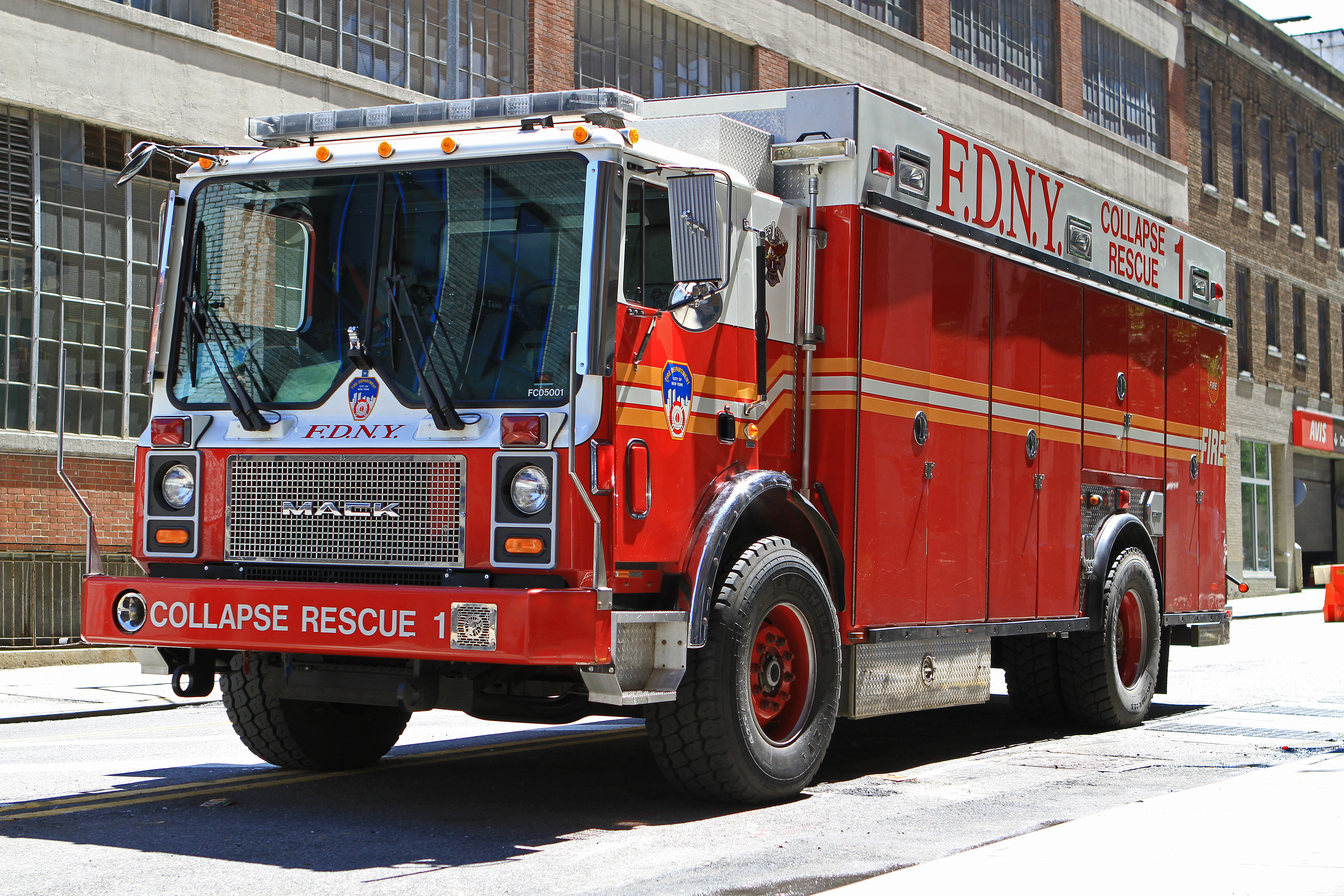
第1救助隊の倒壊救助用車両

機動小隊 (Squad Company)
機動小隊は当初、ポンプ隊とはしご隊の活動を補充するために設置された小隊であり、現在は火災及びその他の災害でポンプ隊やはしご隊と同じ任務を行う。また、救助隊と同等の訓練を受けたメンバーで構成されている。救助隊より救助資機材は少ないものの、SOCが所管する救助支援車両の資機材を使うことによって特定の災害現場で救助隊と同様に活動を行うことができる。小隊のメンバーは危険物処理に関する高度な訓練を受けており、ニューヨーク市消防局に1隊のみ配置されている危険物処理隊を補完している。機動小隊は救助機能付ポンプ車(ポンプ隊の車両とは異なり救助(交通等)資機材を積載している車両)及びシングルキャブの小型救助車(主に危険物処理用資機材を積載)を運用している。ニューヨーク市消防局には8つの機動小隊が配備されている。

###### 危険物処理班 (Haz Mat  Company)
危険物処理班はニューヨーク市全域を管轄としており、市内の科学部質流出、建物の倒壊、汚染物処理、テロ関連事件などに対応する。危険物処理班は救助小隊や機動小隊のように特別な危険物処理訓練を受けたメンバーで編成されている。危険物処理班は主力となる危険物処理車両には載せきれない資機材を積載する小型の救助車を運用している。危険物処理小班の活動は機動小隊によって補完されている。ニューヨーク市消防局はクイーンズに1隊の危険物処理班を配備している。

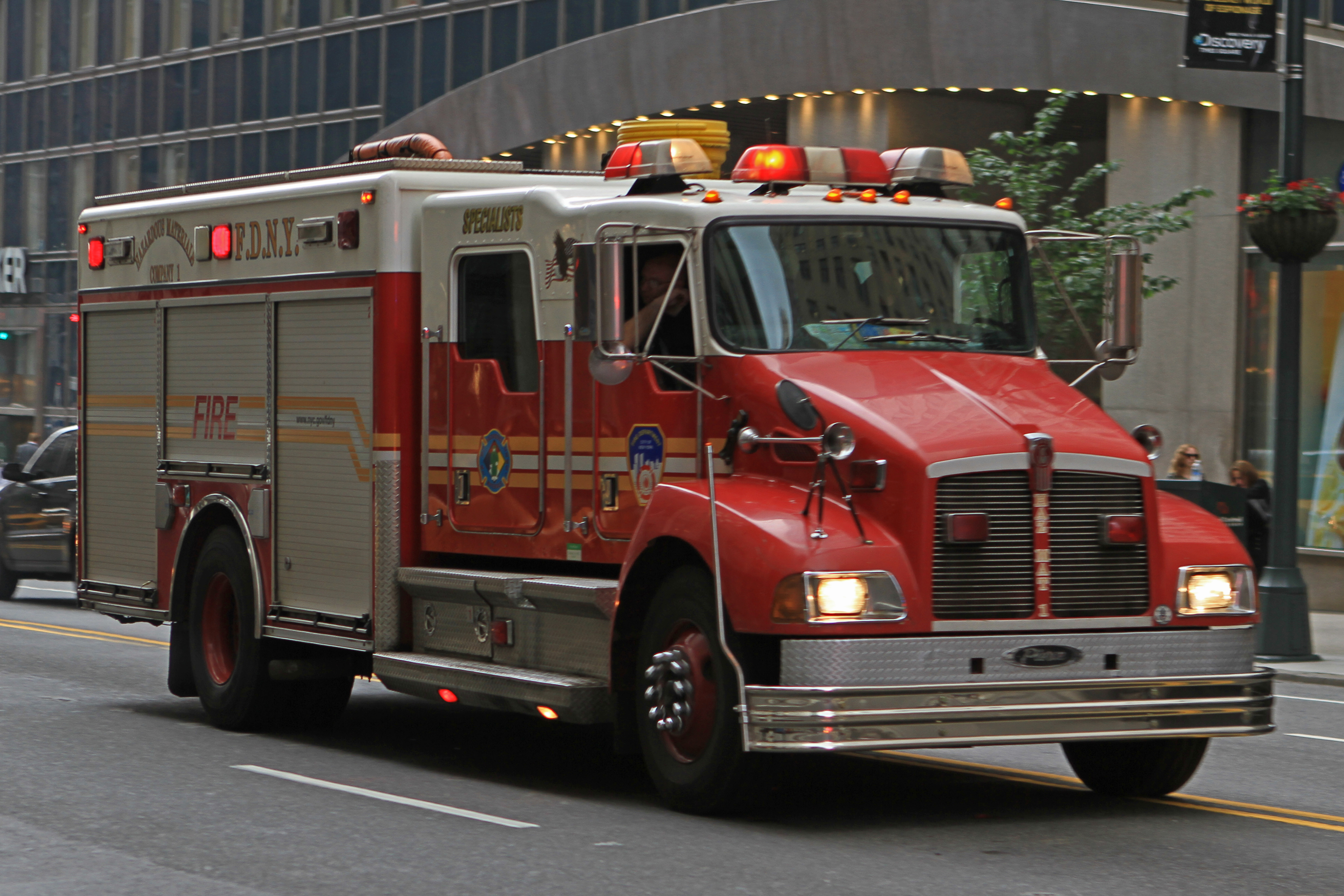
HAZ-MAT 1A （第1危険物処理隊所属）HAZ-MAT 1とセットで活動する車両で危険物処理に使用する資機材を搬送する。現在は新型車両に更新されている。

###### 水上隊 (Marine Company)
港湾部の火災や水難に対処する部隊。ニューヨーク市消防局には3つの消防艇部隊を配備されている。

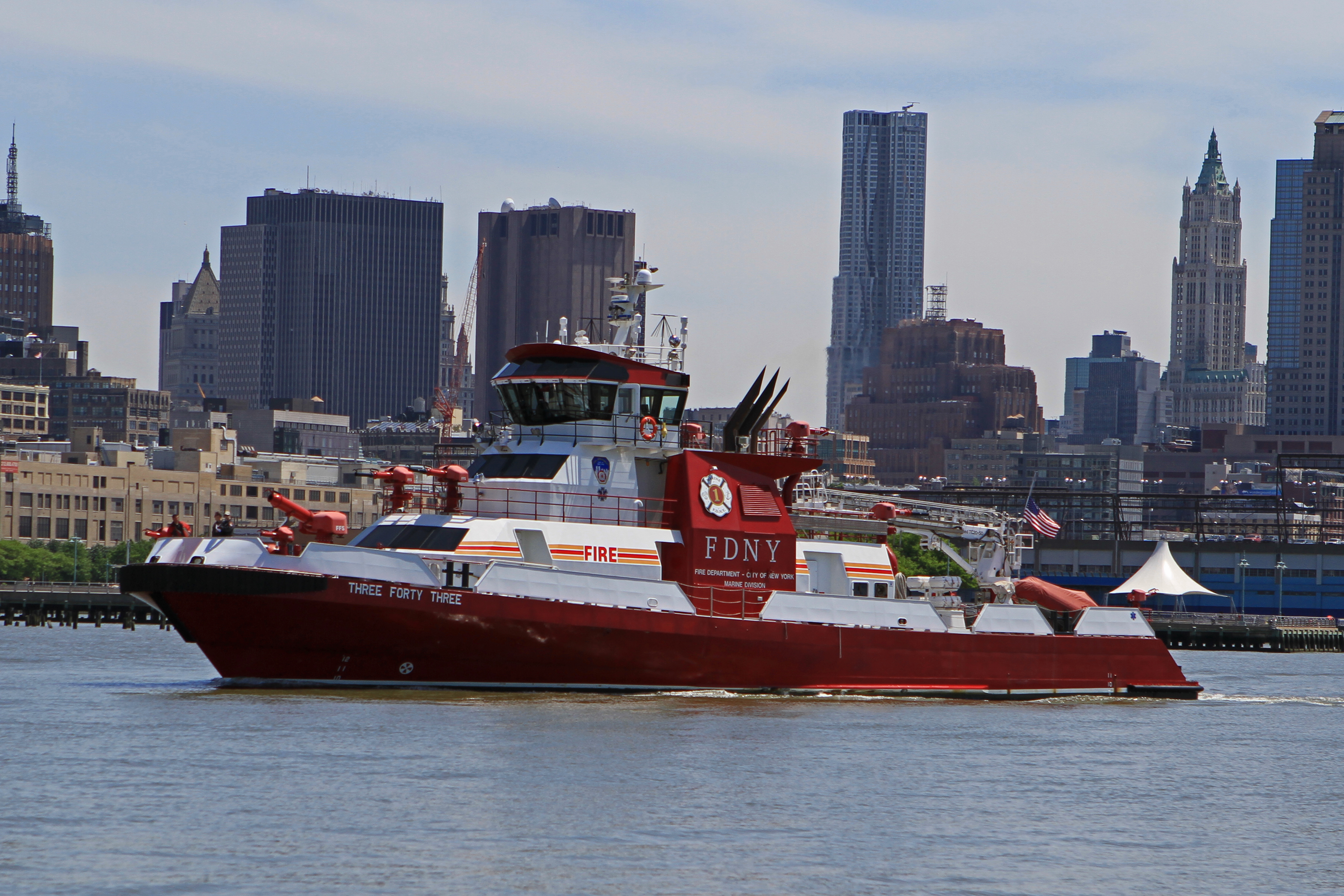
消防艇「Three Forty Three」。第1水上中隊に所属。名前は911テロで殉職した343名に由来する。

#### 救急隊 (EMS)
救急活動を担う部隊。市内を1～5の管区(Division)に分けている。ニューヨーク市消防局には450の救急隊が配備されている。その内39隊は危険物戦術ユニットとして危険物処理の訓練を受けており、危険な状況下での救命活動を行うことができる。

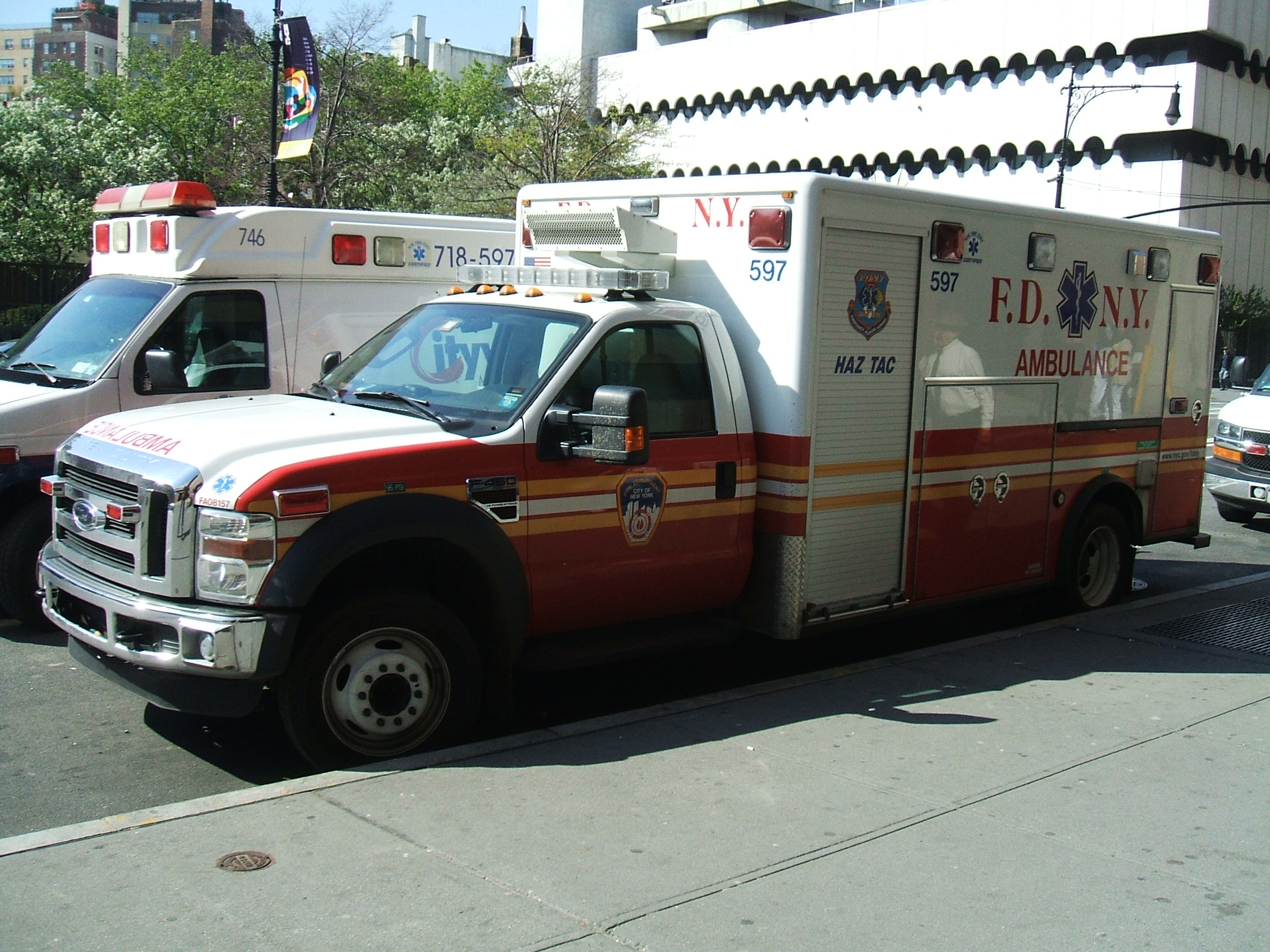
救急車
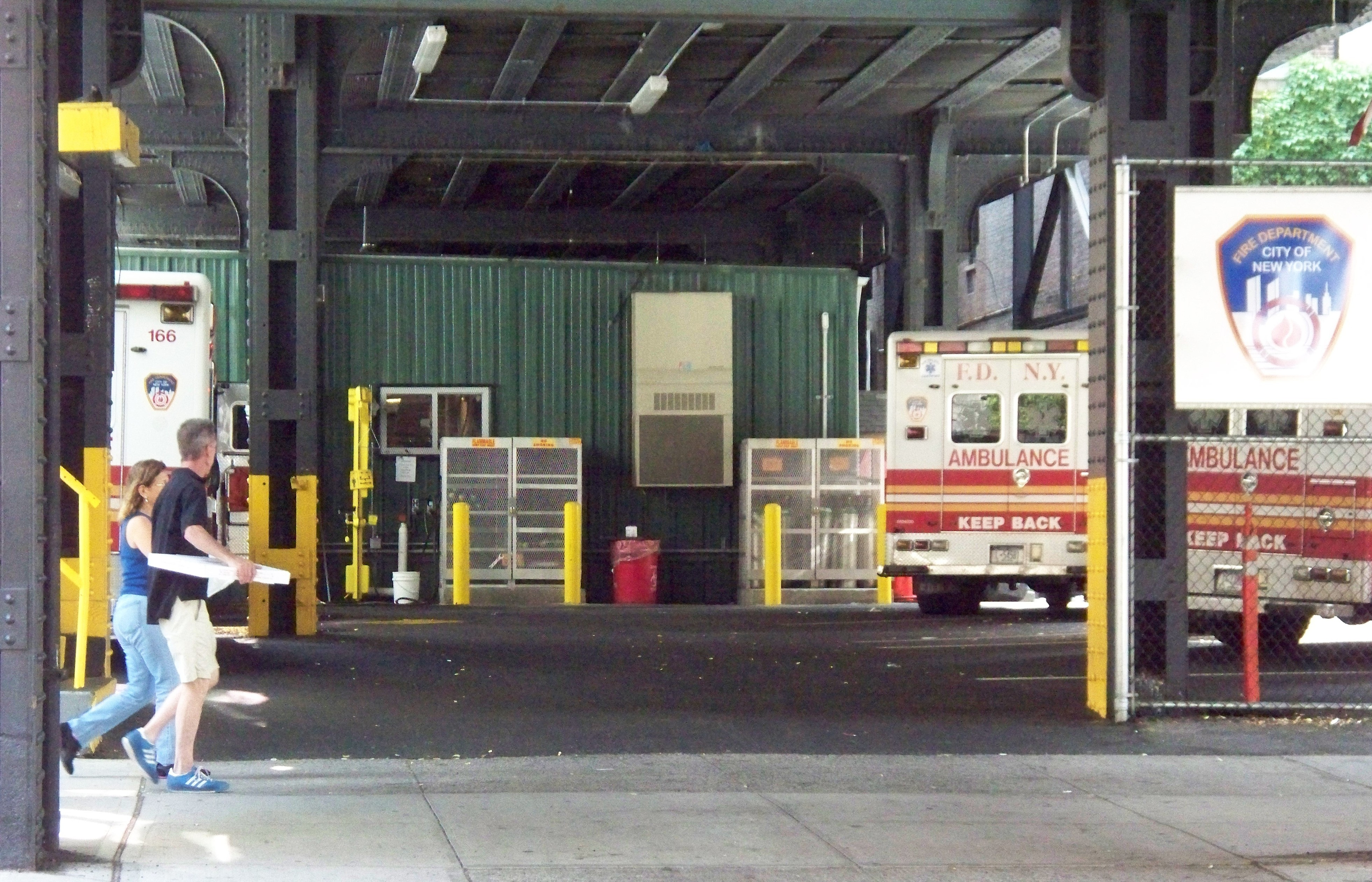
EMS station

#### 教育部 (Training)
吏員やその候補生に対して教育を行う部署。消防学校や救急学校を擁する。

#### 予防部 (Fire Prevention)
防火活動を担う。建物を査察して行政指導を行うCDAなどを擁する。